# Eiskunstlauf-Europameisterschaften 1968
Die 60. Eiskunstlauf-Europameisterschaften fanden vom 23. bis 27. Januar 1968 in Västerås statt.

## Ergebnisse

### Herren
| Platz | Sportler              | Land                   |
| ----- | --------------------- | ---------------------- |
| 1     | Emmerich Danzer       | Österreich             |
| 2     | Wolfgang Schwarz      | Österreich             |
| 3     | Ondrej Nepela         | Tschechoslowakei       |
| 4     | Patrick Péra          | Frankreich             |
| 5     | Sergei Tschetweruchin | Sowjetunion            |
| 6     | Peter Krick           | BR Deutschland         |
| 7     | Marian Filc           | Tschechoslowakei       |
| 8     | Günter Zöller         | DDR                    |
| 9     | Philippe Pélissier    | Frankreich             |
| 10    | Vladimir Kurenbin     | Sowjetunion            |
| 11    | Giordano Abbondati    | Italien                |
| 12    | Sergei Wolkow         | Sowjetunion            |
| 13    | Michael Williams      | Vereinigtes Königreich |
| 14    | Jürgen Eberwein       | BR Deutschland         |
| 15    | Günter Anderl         | Österreich             |
| 16    | Jacques Mrozek        | Frankreich             |
| 17    | Zdzisław Pieńkowski   | Polen                  |
| 18    | Zoltan Horvath        | Ungarn                 |
| 19    | Daniel Höner          | Schweiz                |
| 20    | Thomas Callerud       | Schweden               |
| 21    | Jan Hoffmann          | DDR                    |
| 22    | Arnoud Hendriks       | Niederlande            |
| 23    | Erik Skjold           | Norwegen               |

### Damen
| Platz | Sportlerin            | Land                   |
| ----- | --------------------- | ---------------------- |
| 1     | Hana Mašková          | Tschechoslowakei       |
| 2     | Gabriele Seyfert      | DDR                    |
| 3     | Beatrix Schuba        | Österreich             |
| 4     | Zsuzsa Almássy        | Ungarn                 |
| 5     | Sally-Anne Stapleford | Vereinigtes Königreich |
| 6     | Jelena Schtscheglowa  | Sowjetunion            |
| 7     | Elisabeth Nestler     | Österreich             |
| 8     | Monika Feldmann       | BR Deutschland         |
| 9     | Patricia Ann Dodd     | Vereinigtes Königreich |
| 10    | Petra Ruhrmann        | BR Deutschland         |
| 11    | Elisabeth Mikula      | Österreich             |
| 12    | Galina Grzhibovskaya  | Sowjetunion            |
| 13    | Marie Vichova         | Italien                |
| 14    | Martina Clausner      | DDR                    |
| 15    | Charlotte Walter      | Schweiz                |
| 16    | Frances Waghorn       | Vereinigtes Königreich |
| 17    | Sonja Morgenstern     | DDR                    |
| 18    | Rita Trapanese        | Italien                |
| 19    | Sylvaine Duban        | Frankreich             |
| 20    | Anneke Heydt          | Niederlande            |
| 21    | Elena Mois            | Rumänien               |
| 22    | Tone Merete Oien      | Norwegen               |
| 23    | Eva Hermansson        | Schweden               |
| 24    | Jette Vad             | Dänemark               |
| 25    | Dunja Vujčić          | Jugoslawien            |

### Paare
| Platz | Sportler                                  | Land                   |
| ----- | ----------------------------------------- | ---------------------- |
| 1     | Ljudmila Beloussowa / Oleg Protopopow     | Sowjetunion            |
| 2     | Tamara Moskwina / Alexei Mischin          | Sowjetunion            |
| 3     | Heidemarie Steiner / Heinz-Ulrich Walther | DDR                    |
| 4     | Margot Glockshuber / Wolfgang Danne       | BR Deutschland         |
| 5     | Irina Rodnina / Alexei Ulanow             | Sowjetunion            |
| 6     | Gudrun Hauss / Walter Häfner              | BR Deutschland         |
| 7     | Irene Müller / Hans-Georg Dallmer         | DDR                    |
| 8     | Liana Drahová / Peter Bartosiewicz        | Tschechoslowakei       |
| 9     | Marianne Streifler / Herbert Wiesinger    | BR Deutschland         |
| 10    | Brigitte Weise / Michael Brychcy          | DDR                    |
| 11    | Bohunka Šrámková / Jan Šrámek             | Tschechoslowakei       |
| 12    | Evelyne Schneider / Wilhelm Bietak        | Österreich             |
| 13    | Linda Bernard / Raymond Wilson            | Vereinigtes Königreich |
| 14    | Mona Szabo / Pierre Szabo                 | Schweiz                |
| 15    | Janina Poremska / Piotr Sczypa            | Polen                  |
| 16    | Edith Sperl / Heinz Wirz                  | Schweiz                |
| 17    | Barbka Senk / Mitja Sketa                 | Jugoslawien            |
| 18    | Fabienne Etlensperger / Jean-Roland Racle | Frankreich             |
| 19    | Grazyna Osmanska / Adam Brodecki          | Polen                  |
| 20    | Bjerke Magnussen / Erik Grunert           | Norwegen               |

### Eistanz
| Platz | Sportler                                 | Land                   |
| ----- | ---------------------------------------- | ---------------------- |
| 1     | Diane Towler / Bernard Ford              | Vereinigtes Königreich |
| 2     | Yvonne Suddick / Malcolm Cannon          | Vereinigtes Königreich |
| 3     | Janet Sawbridge / Jon Lane               | Vereinigtes Königreich |
| 4     | Irina Grischkowa / Wiktor Ryschkin       | Sowjetunion            |
| 5     | Ljudmila Pachomowa / Alexander Gorschkow | Sowjetunion            |
| 6     | Angelika Buck / Erich Buck               | BR Deutschland         |
| 7     | Annerose Baier / Eberhard Rüger          | DDR                    |
| 8     | Edit Mato / Károly Csanádi               | Ungarn                 |
| 9     | Milena Tůmová / Josef Pešek              | Tschechoslowakei       |
| 10    | Dana Novotná / Jaromír Holan             | Tschechoslowakei       |
| 11    | Susanna Carpani / Sergei Pirelli         | Italien                |
| 12    | Ilona Berecz / István Sugár              | Ungarn                 |
| 13    | Claude Couste / Jean-Pierre Noullet      | Frankreich             |
| 14    | Pascale Aynes / Pascal Germe             | Frankreich             |
| 15    | Steffi Bohme / Bernd Egert               | DDR                    |
| 16    | Teresa Weyna / Piotr Bojańczyk           | Polen                  |
| 17    | Edeltraud Rotty / Joachim Iglowstein     | BR Deutschland         |